# Chiesa di San Simpliciano Minore
La chiesa di San Simpliciano Minore detta anche di San Simplicianino, era una piccola chiesa di Milano che si trovava nella Contrada dell'Agnello, oggi via Agnello. Era così denominata per essere distinta dalla basilica propriamente detta.

## Storia
La chiesa fu certamente fondata prima del 903 essendo citata in un documento di quell'anno. Nel XII secolo la nomina del parroco, in seguito ad una controversia, fu affidata dall'arcivescovo alle monache del vicino Monastero di Santa Radegonda, che in alcuni giorni dell'anno si recavano ad officiare la messa in questa chiesa. Nel 1520 San Simpliciano Minore figurava come parrocchiale dipendente dal Capitolo del Duomo. Il 22 febbraio 1569 fu unita alla parrocchia della vicina San Raffaele dall'arcivescovo Carlo Borromeo.

## Architettura
L'edificio presentava una sola navata con un soffitto semplice e due soli altari, uno dei quali ornato da una tavola rappresentante la Natività di Maria di Pietro Maggi. L'altare di destra fu dotato nel 1472 su volere di tal Lanfranco da Seregno che, nelle sue ultime volontà, lascia al rettore della chiesa e cappellano di quell'altare Francesco da Binasco i beni immobili della dote, i paramenti con le armi della famiglia Da Seregno e un messale a stampa e miniato. Nel XVIII secolo Latuada riferiva che la facciata fosse "di buon gusto" e che era stata recentemente restaurata dagli Scolari senz'abito, che reggevano la chiesa. 
Nel 1725 la chiesa subì un restauro da parte degli Scolari senz'abito, che la arricchirono con quattro quadri: due sul lato sinistro raffiguranti l'arcangelo Raffaele con il giovane Tobia e Giovanni Battista predicante nel deserto, altri due a destra raffiguranti Sant'Anna e la Visitazione, ciascuno separato dall'altro da elementi architettonici ornati. L'altare laterale raffigurava San Giuseppe nell'atto di accarezzare Gesù sostenuto da alcuni angeli ed era opera del Riboldi.